# Snorre Lund
Snorre Lund (1º aprile 2001) è un lottatore norvegese specializzato nella lotta libera.

## Palmarès
- Campionati nordici

Herning 2021: oro nei 60 kg.